# English Invitation Singles Tournament
Das English Invitation Singles Tournament war ein Einladungsturnier im Badminton in England. Es wurde in den Jahren von 1971 bis 1979, mit Ausnahme 1976, für die englischen Spitzenspieler ausgetragen. Es fanden nur die Wettbewerbe im Herreneinzel und im Dameneinzel statt.

## Sieger
| Saison | Herreneinzel      | Dameneinzel       |
| ------ | ----------------- | ----------------- |
| 1971   | Ray Stevens       | Margaret Beck     |
| 1972   | Ray Stevens       | Margaret Beck     |
| 1973   | Paul Whetnall     | Margaret Beck     |
| 1974   | Ray Stevens       | Margaret Beck     |
| 1975   | Paul Whetnall     | Gillian Gilks     |
| 1976   | nicht ausgetragen | nicht ausgetragen |
| 1977   | Ray Stevens       | Paula Kilvington  |
| 1978   | Kevin Jolly       | Jane Webster      |
| 1979   | Ray Stevens       | Karen Bridge      |